# Jacob Green
Pour les articles homonymes, voir Green.
Jacob Green (1790-1841) était un scientifique américain. Chimiste et naturaliste, il est le découvreur de plusieurs espèces de salamandres.
Il enseigne la chimie, la philosophie expérimentale et l’histoire naturelle au Jefferson Medical College de Philadelphie.

## Référence
- George H. Goodwin, Jr. “Unrecorded Papers of Rafinesque and Jacob Green“, Systematic Zoology, Vol. 9, No. 1 (Mar., 1960), pp. 35–36